# Шумов, Александр Витальевич
Алекса́ндр Вита́льевич Шу́мов (род. 8 марта 1991) — российский футболист, полузащитник.

## Карьера
7 апреля 2010 года дебютировал за «Сибирь» в кубке России в матче 1/4 финала против владивостокской команды «Луч-Энергия», заменив на 52 минуте встречи Евгений Зиновьева.
В чемпионате России дебютировал 17 июля 2010 года в матче «Зенит» — «Сибирь», заменив на 79 минуте Максима Астафьева.